# Xã Howard, Quận Wayne, Iowa
Xã Howard (tiếng Anh: Howard Township) là một xã thuộc quận Wayne, tiểu bang Iowa, Hoa Kỳ. Năm 2010, dân số của xã này là 84 người.